# کوبرو (نیومکزیکو)
کوبرو (به انگلیسی: Cubero) یک منطقهٔ مسکونی در ایالات متحده آمریکا است که در شهرستان سیبولا، نیومکزیکو واقع شده‌است. کوبرو ۲۸۹ نفر جمعیت دارد و ۱٬۸۹۴٫۹۶ متر بالاتر از سطح دریا واقع شده‌است.